# Konrad Bayer
Konrad Bayer (Vienna, 17 dicembre 1932 – Vienna, 10 ottobre 1964) è stato uno scrittore austriaco.

## Biografia
Nell'Austria conservatrice del dopoguerra, Bayer cercò di riprendere l'avanguardia letteraria e di rivitalizzarla. Come in Germania dopo la seconda guerra mondiale (periodo postbellico), anche in Austria si respirava un clima di incertezza su quale letteratura dovesse essere letta, dopo che gran parte della letteratura era stata considerata degenerata sotto il nazionalsocialismo, e in alcuni casi era semplicemente scomparsa, e d'altra parte anche la letteratura propagandata sotto il nazionalsocialismo era ora evitata. Si privilegiava la letteratura classica, che sembrava la più sicura e la meno criticabile.
La letteratura d'avanguardia, così come scritta da Konrad Bayer, ebbe quindi un effetto enormemente provocatorio. La provocazione era programmatica; infatti, l'approccio avanguardistico e sperimentale alla letteratura e al linguaggio consisteva nel tentativo di rompere le routine linguistiche, di svelare ideologismi trasportati linguisticamente e persino di liberare in questo modo la coscienza dalle abitudini di pensiero.
Bayer era amico di scrittori come H. C. Artmann e Friedrich Achleitner, Ernst Jandl, Friederike Mayröcker, Gerhard Rühm, Oswald Wiener che aveva conosciuto all'Art Club dal 1951. Dal 1954 al 1960 formarono il Wiener Gruppe. L'Art Club, in particolare, era una piattaforma per vari happening che, di solito senza un programma prestabilito, si preoccupavano soprattutto di provocare il pubblico in modo molto dadaista. Di conseguenza, gli eventi si trasformavano spesso in scandali, con un frequente intervento della polizia. La sua amicizia e i suoi interessi musicali lo portarono a collaborare con il compositore Gerhard Lampersberg, con il quale pubblicò anche la rivista letteraria “edition 62” (2 numeri pubblicati).
In molte collaborazioni con questi autori affini, Bayer ha prodotto poesie, montaggi letterari e testi nonsense dadaisti, che oggi appaiono soprattutto spiritosi e sono un piacere intellettuale da leggere. Dietro la frammentazione della sua prosa e della sua visione del mondo si nasconde il desiderio di scoprire un nuovo contesto magico nella realtà.
Nell'ottobre 1963, Bayer lesse der sechste sinn in Saulgau, in Svevia, al Gruppo 47, che rimase stupito e forse troppo effusivo nelle lodi (“una nuova cosmologia!”) perché la reazione non si concretizzasse (“cabaret!”). Heinrich Maria Ledig-Rowohlt fu così entusiasta del testo di Bayer che gli offrì immediatamente un contratto per il suo prossimo romanzo.

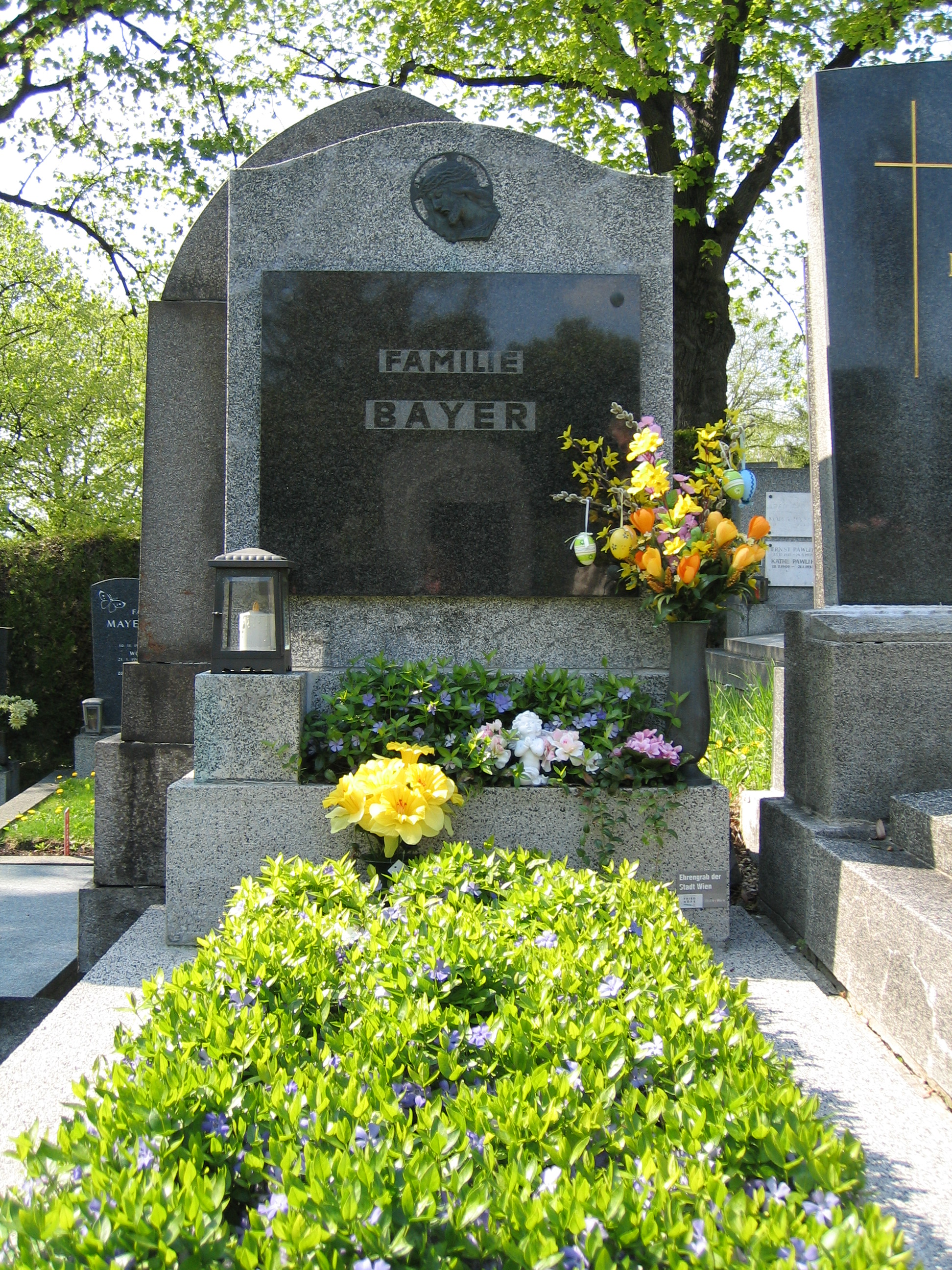
Tomba di Konrad Bayer nel cimitero di Hernals a Vienna

Nel 1964, Konrad Bayer soggiorna spesso con Padhi Frieberger nel castello di Hagenberg, nel Weinviertel, insieme ad altri membri del Gruppo di Vienna e dell'Art Club. Qui tentò di completare il suo romanzo der sechste sinn. Quest'opera autobiografica con molti riferimenti al castello di Hagenberg rimase incompiuta. Il sesto senso fu pubblicato come frammento solo nel 1966: Bayer, come il protagonista del romanzo, si era tolto la vita: “quando Goldenberg tornò nella sua stanza, aprì entrambi i rubinetti, chiuse la finestra e si mise comodo sul divano, l'odore non era sgradevole, e aspettò il sonno”. Konrad Bayer muore suicida il 10 ottobre 1964.
Ida von Szigethy descrive nel suo libro la loro ultima serata insieme:
“[...] Il 9 ottobre 1964 avevamo un appuntamento con lui in un bar di grappa viennese. Konrad si lamentava con me per i crampi allo stomaco, era di umore piuttosto depresso. Su sua richiesta, ci recammo al Café Hawelka, dove ci incontrammo con tutti i nostri amici come al solito. Peter Daimler ci invitò a casa sua a Hietzing. Vennero suonati i dischi dei Beatles, “A Hard Day's Night”, sempre gli stessi, alcuni di noi ballarono. Konrad si sedette per terra, con la testa in grembo a una signora, e osservò tutta la scena senza partecipare in alcun modo. Ferry e io tornammo a casa verso le due. [...]”
La salma riposa in una tomba dedicata in suo onore nel cimitero di Hernals (gruppo 67, fila 10, numero 11) a Vienna.

## Opere

### Romanzi
La sua opera principale La testa di Vitus Bering, tratta la biografia dell'esploratore danese e ufficiale della Marina dell'Impero russo Vitus Bering, scopritore dell'omonimo stretto.
- der stein der weisen, 1963
- der sechste sinn, 1966
- der kopf des vitus bering
  - La testa di Vitus Bering, trad. Laura Mancinelli, Alessandria: Edizioni dell'Orso, 1993;

### Poesia
- scheissen und brunzen

### Teatro
- kasperl am elektrischen stuhl